# Cratere Batoş
Batoş  è un cratere sulla superficie di Marte.